# Леопольд I (герцог Лотарингии)
Леопольд I Иосиф (нем. Leopold Joseph von Lothringen, фр. Léopold Ier de Lorraine; 11 сентября 1679[…], Инсбрук — 27 марта 1729[…], Люневиль) — герцог Лотарингии с 1690 года.

## Биография

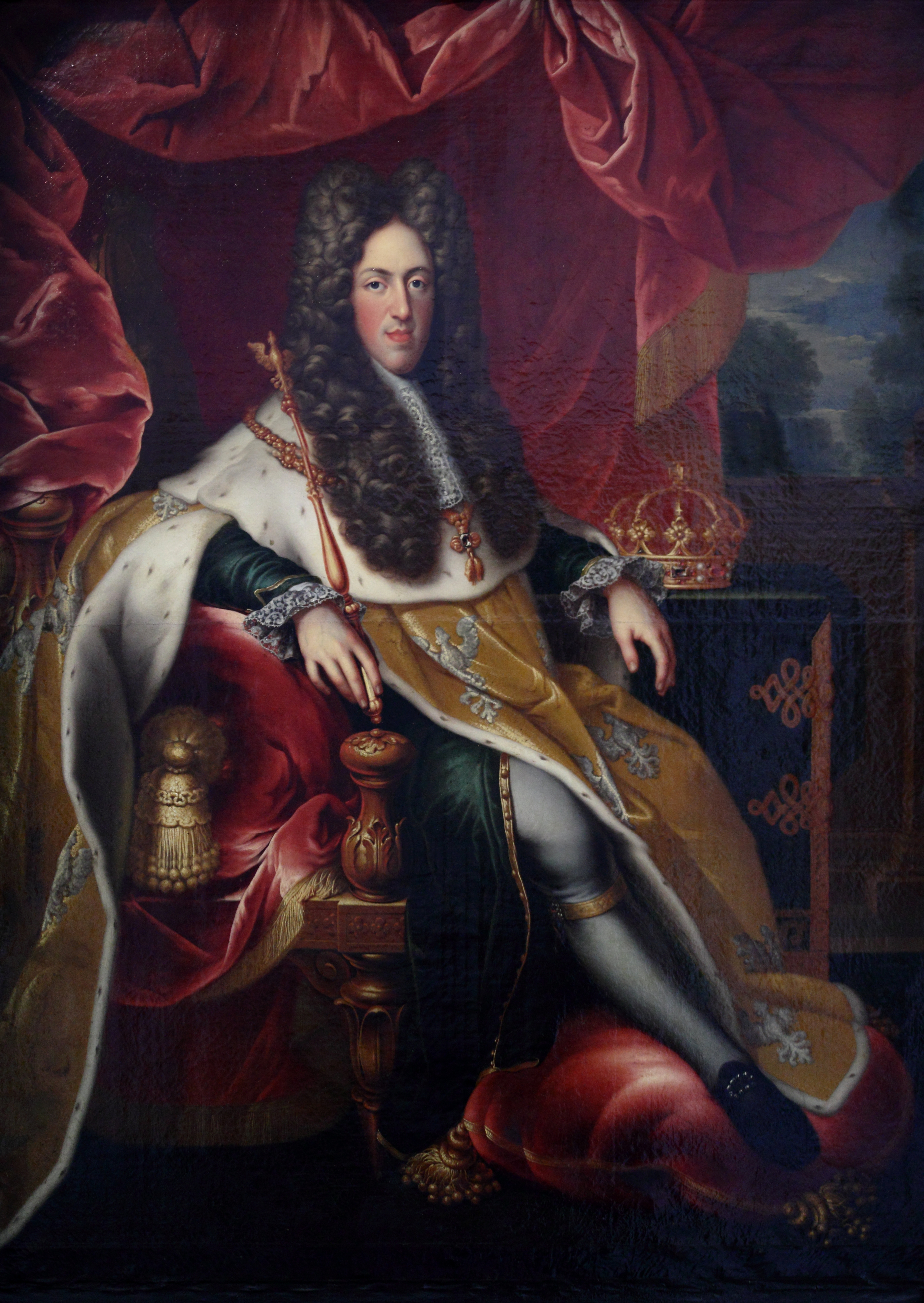
Портрет герцога Леопольда I (Никола Дюпюи, 1703)

Родителями Леопольда Иосифа были герцог Лотарингии Карл V и его супруга Элеонора Мария Йозефа (1653—1697), дочь императора Священной Римской империи Фердинанда III.
Детство прошло в Инсбруке, где воспитывался матерью, женщиной большого ума и строгого нрава; отец же его участвовал в войне с турками. После смерти отца в 1690 году Леопольд I Иосиф формально становится герцогом Лотарингии и Бара; в качестве регента до его совершеннолетия герцогствами правила Элеонора Мария.
Леопольд I Иосиф был отправлен в Вену, где получил военное образование под покровительством своего дяди и крёстного, императора Леопольда I. Вырос он при венском дворе вместе со своими двоюродными братьями, Иосифом и Карлом, оба которые впоследствии были императорами. В течение всей своей жизни Леопольд Иосиф был в дружеских, близких отношениях с этими обоими своими кузенами.
В своей стране, Лотарингии, герцог был популярен и любим народом. В марте 1729 года, во время охоты Леопольд Иосиф провалился в яму и скончался несколькими днями позже.

## Семья
13 октября 1698 года в Фонтенбло Леопольд I Иосиф женился на принцессе Елизавете Шарлотте Орлеанской (1676—1744), дочери герцога Орлеанского Филиппа I и герцогини Елизаветы Пфальцской. В этом браке у Леопольда родились четырнадцать детей, и среди них — будущий император Священной Римской империи Франц I Стефан:
1. Леопольд, наследный принц Лотарингский (26 августа 1699 — 2 апреля 1700), умер в младенчестве
2. Елизавета Шарлотта Лотарингская (21 октября 1700 — 4 мая 1711), умерла от оспы
3. Луиза Кристина Лотарингская (13 ноября 1701 — 18 ноября 1701), умерла в младенчестве
4. Мария Габриэла Шарлотта Лотарингская (30 декабря 1702 — 11 мая 1711), умерла от оспы
5. Людовик, наследный принц Лотарингский (28 января 1704 — 10 мая 1711), умер от оспы
6. Жозефина Габриэла Лотарингская (16 февраля 1705 — 25 марта 1708), умерла в детстве
7. Габриэла Луиза Лотарингская (4 марта 1706 — 13 июня 1710), умерла в детстве
8. Леопольд Клеменс, наследный принц Лотарингский (25 апреля 1707 — 4 июня 1723), умер от оспы
9. Франц I, император Священной Римской империи (8 декабря 1708 — 18 августа 1765), женат на Марии Терезии Австрийской, были дети
10. Элеонора Лотарингская (4 июня 1710 — 28 июля 1710), умерла в младенчестве
11. Елизавета Терезия (15 октября 1711 — 3 июля 1741), замужем за королём Сардинии и Пьемонта Карлом Эммануилом III, были дети
12. Карл Александр Лотарингский (12 декабря 1712 — 4 июля 1780), женат на Марии Анне Австрийской, не было выживших детей
13. Анна Шарлотта Лотарингская (17 мая 1714 — 7 ноября 1773), умерла незамужней
14. мертворождённая дочь (28 ноября 1715)